# Rădoaia, Bacău
Rădoaia este un sat în comuna Parava din județul Bacău, Moldova, România.